# 特拉阿爾塔 (帕拉州)

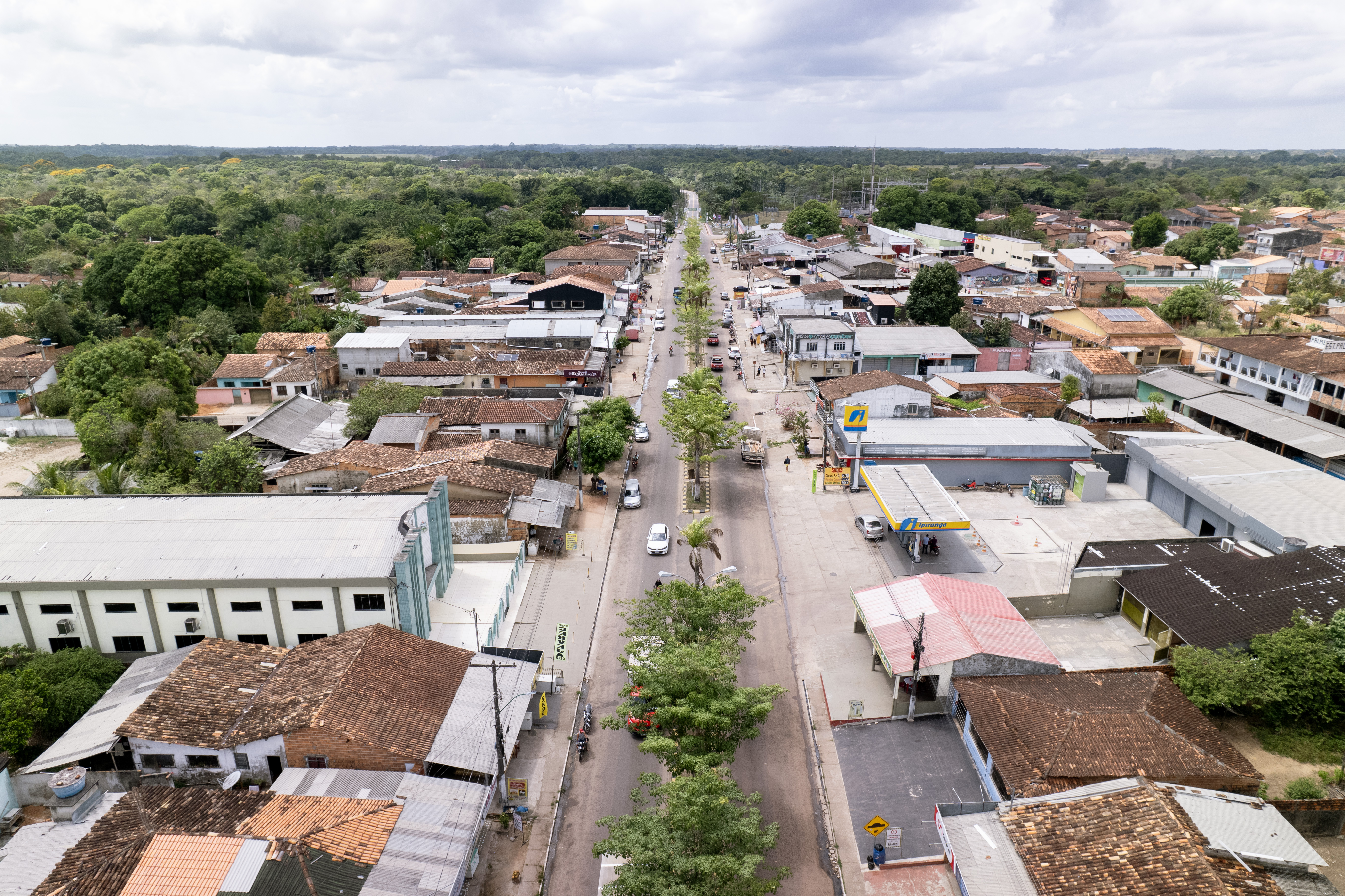
特拉阿爾塔

特拉阿爾塔（葡萄牙語：Terra Alta），是巴西的城鎮，位於該國北部，由帕拉州負責管轄，始建於1991年12月27日，面積206平方公里，海拔高度35米，2010年人口10,254，人口密度每平方公里49.68人。